# Rock Hall
La ville de Rock Hall est située dans le comté de Kent, dans l’État du Maryland, aux États-Unis. Sa population s’élevait à 1 198 habitants lors du recensement de 2020.